# Bronx 41º distretto di polizia
Bronx 41º distretto di polizia (Fort Apache, The Bronx) è un film del 1981 diretto da Daniel Petrie.

## Trama
New York, South Bronx: il 41º distretto di polizia è soprannominato "Fort Apache" per essere l'unico luogo della zona dove le persone possono sentirsi al sicuro in un quartiere dove dominano miseria, analfabetismo, illegalità e delinquenza; proprio per la sua collocazione è il ricettacolo dei peggiori elementi del corpo di polizia, si va dai conniventi agli indisciplinati, passando attraverso gli inesperti e coloro che hanno infranto regole non scritte punendo i reati di persone più in alto di loro; il protagonista Murphy è proprio uno di questi: un uomo polemico con i superiori, ma fondamentalmente capace ed onesto.
Una mattina due reclute vengono uccise da una prostituta tossicodipendente ed in seguito derubate di soldi distintivi e documenti, e di questo omicidio fa le spese il vecchio capitano Dugan che viene pensionato e la centrale decide di mettere al suo posto un nuovo comandante, Connolly, un severo burocrate, fedele alla linea dura, intransigente verso i sottoposti ed incapace di capire l'ambiente che lo circonda tanto che, in ossequio al regolamento, ordina una massa ingestibile di arresti, suscitando l'ironia di Murphy.
Le indagini sull'assassinio dei due colleghi non danno tuttavia i frutti sperati ed il capitano decide di prendere di mira la comunità portoricana ed in particolare un'organizzazione politica, denominata partito popolare del Sud Bronx, che aveva manifestato in passato contro la presenza della polizia nel Bronx, ed inneggiato alla lotta armata contro i governi degli Stati Uniti, e che quindi viene sospettata dal capo della Polizia Connolly, di essere la responsabile dell’aggressione delle reclute.Purtroppo la retata della Polizia che viene effettuata contro i membri dell’organizzazione, prima scatena una manifestazione violenta fatta dagli abitanti del quartiere, che simpatizzano con quel partito, poi degenera in una sommossa popolare contro il commissariato di Polizia, che per ordine di Connolly viene repressa con eccessiva violenza, e nonostante il parere contrario di molti poliziotti, che pur eseguendo gli ordini impartiti dal Commissario Connolly, raccontano al proprio superiore che le precedenti proteste di quel partito erano sempre terminate in maniera pacifica, e senza danni ai poliziotti, e che il caricare la folla in maniera violenta avrebbe surriscaldato gli animi. Dalla tensione sociale che si crea, scoppiano una serie di tumulti in tutto il quartiere, che sfoceranno in una tragedia: durante un incendio in una palazzina fatiscente, alcuni poliziotti sono assaliti dalla folla e dai tetti piovono oggetti su di loro, Murphy ed il suo collega Corelli vengono chiamati in appoggio ed immobilizzano due assalitori su di un tetto ma mentre osservano quanto sta accadendo vedono sul tetto del palazzo vicino due loro colleghi, Finley e Morgan; quest'ultimo, senza ragione, afferra un ragazzo che stava sul tetto con la fidanzata e lo uccide gettandolo in strada; sconvolti da quanto hanno visto Murphy e Corelli non si sentono però di denunciare i due poliziotti.
Una sera Murphy cerca di parlarne con Isabella, un'infermiera portoricana tossicodipendente conosciuta in ospedale con cui intreccia una relazione, ma i due non si comprendono e la ragazza scende dall'auto, recandosi a casa di due spacciatori dai quali abitualmente si serve (che casualmente hanno anche ucciso la prostituta autrice dell'omicidio delle due reclute) ma essi, preoccupati che la sua relazione con un poliziotto possa portarlo a loro le vendono una dose di eroina non tagliata ed Isabella muore per overdose.
Questo evento porterà Murphy ad una profonda crisi tanto da spingerlo a dare le dimissioni dal corpo di polizia ma il suo antico senso del dovere lo spingerà a ritirarle e, appoggiato dal precedentemente refrattario collega Corelli, e conscio dell'ostilità che si creerà nell'ambiente intorno a lui, troverà il coraggio di denunciare i due colleghi omicidi.

## Produzione

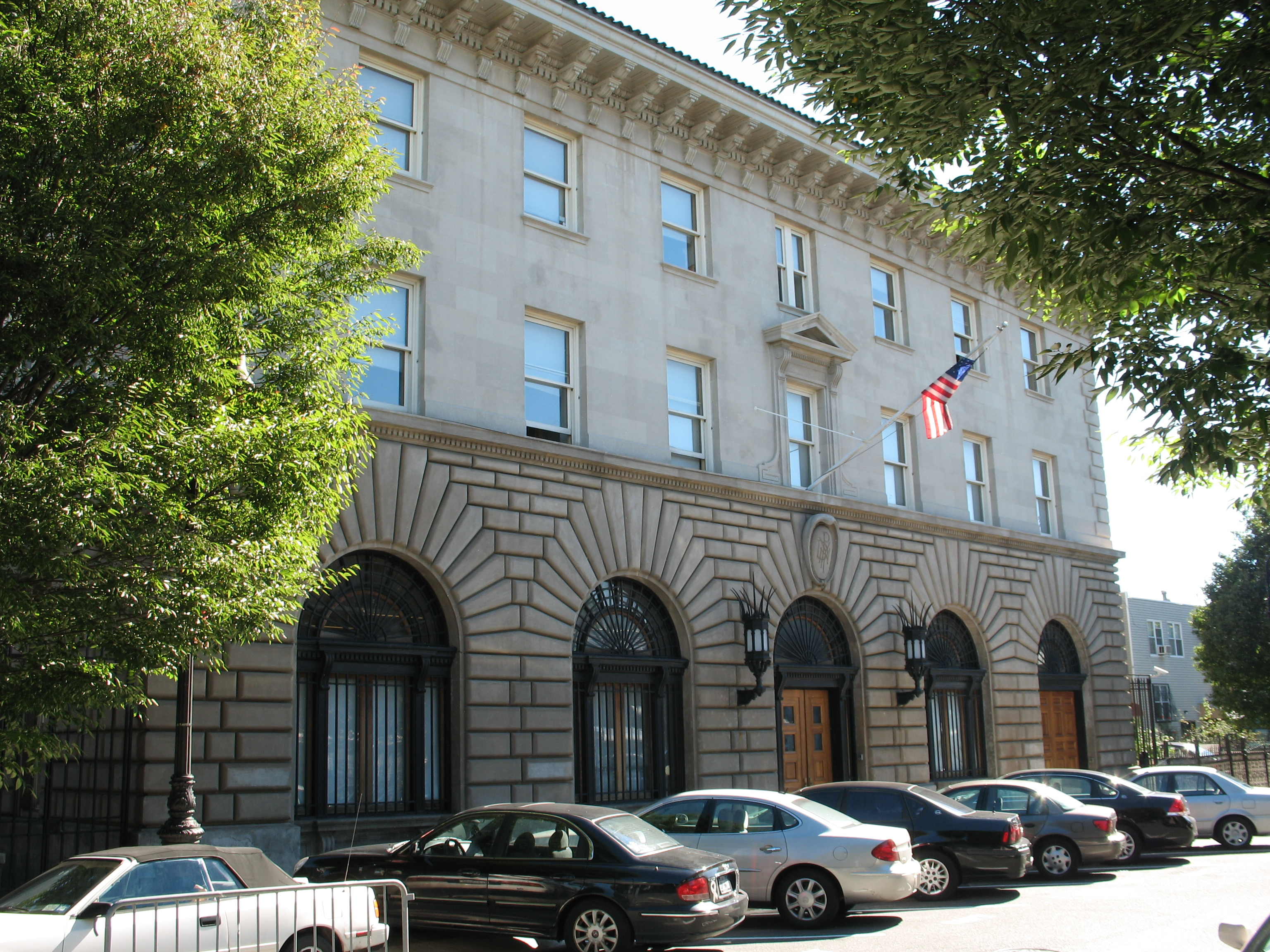
La vera stazione di polizia del 41º distretto al numero 1086 di Simpson Street, soprannominata "Fort Apache" negli anni settanta, in una foto del 2007

## Controversie
Alcuni gruppi della comunità locale minacciarono di intentare una causa legale ai produttori del film per il modo estremamente negativo nel quale era stato rappresentato il quartiere del Bronx e per i ritratti stereotipati di minoranze etniche (neri e portoricani). A causa di queste pressioni furono apportate alcune modifiche al copione ed inserito un messaggio in sovrimpressione sui titoli di testa all'inizio del film.
Inoltre, dopo l'uscita del film nelle sale, lo scrittore Tom Walker fece causa alla Time-Life Television Films (detentrice dei diritti sul copione), asserendo che la sceneggiatura era stata copiata dal suo romanzo Fort Apache (New York: Crowell, 1976. ISBN 0-690-01047-8). In tribunale la causa si risolse in favore della produzione in quanto la corte dichiarò che il romanzo e il film trattavano entrambi della stessa materia, ma non erano direttamente collegati e quindi non poteva parlarsi di plagio.